# Conscious (альбом Broods)
Conscious — другий студійний альбом новозеландського гурту Broods, представлений 24 червня 2016 року на лейблі Capitol Records. 31 березня 2016 року гурт представив дебютний сингл платівки — композицію «Free».
Альбом отримав позитивні відгуки від критиків і одразу після релізу очолив чарт Нової Зеландії; у Австралії платівка піднялась до № 2, а у чарті Billboard 200 — № 52.

## Список композицій
| #   | Назва                          | Тривалість |
| --- | ------------------------------ | ---------- |
| 1.  | «Free»                         | 3:43       |
| 2.  | «We Had Everything»            | 3:23       |
| 3.  | «Are You Home»                 | 4:02       |
| 4.  | «Heartlines»                   | 3:17       |
| 5.  | «Hold the Line»                | 3:33       |
| 6.  | «Freak of Nature (із Туве Лу)» | 4:00       |
| 7.  | «All of Your Glory»            | 3:02       |
| 8.  | «Recovery»                     | 3:58       |
| 9.  | «Couldn't Believe»             | 4:04       |
| 10. | «Full Blown Love»              | 3:30       |
| 11. | «Worth the Fight»              | 4:03       |
| 12. | «Bedroom Door»                 | 3:36       |
| 13. | «Conscious»                    | 4:00       |